# Teucholabis fasciolaris
Teucholabis fasciolaris är en tvåvingeart som först beskrevs av Christian Rudolph Wilhelm Wiedemann 1828.  Teucholabis fasciolaris ingår i släktet Teucholabis och familjen småharkrankar. Inga underarter finns listade i Catalogue of Life.